# Alwarthirunagiri
Alwarthirunagiri (o Alwartirunagari, Alwarthirunagari, Alwar Tirunagari, Alvar Tirunagari) è una suddivisione dell'India, classificata come town panchayat, di 8.876 abitanti, situata nel distretto di Thoothukudi, nello stato federato del Tamil Nadu. In base al numero di abitanti la città rientra nella classe V (da 5.000 a 9.999 persone).

## Geografia fisica
La città è situata a 8° 35' 60 N e 77° 57' 0 E e ha un'altitudine di 13 m s.l.m..

## Società

### Evoluzione demografica
Al censimento del 2001 la popolazione di Alwarthirunagiri assommava a 8.876 persone, delle quali 4.233 maschi e 4.643 femmine. I bambini di età inferiore o uguale ai sei anni assommavano a 1.007, dei quali 499 maschi e 508 femmine. Infine, coloro che erano in grado di saper almeno leggere e scrivere erano 6.942, dei quali 3.477 maschi e 3.465 femmine.